# Trabea bipunctata
Trabea bipunctata är en spindelart som först beskrevs av Roewer 1959.  Trabea bipunctata ingår i släktet Trabea och familjen vargspindlar. Inga underarter finns listade i Catalogue of Life.